# Big Night
Big Night (Brasil: A Grande Noite ) é um filme de comédia dramática norte-americano de 1996 co-dirigido por Campbell Scott e Stanley Tucci. O filme é estrelado por Tucci, ao lado de Minnie Driver, Ian Holm, Isabella Rossellini, Allison Janney e Tony Shalhoub.
Produzido por David Kirkpatrick e Jonathan Filley para a Samuel Goldwyn Company, o filme recebeu críticas amplamente positivas e arrecadou US$14 milhões em todo o mundo. Foi indicado ao "Grande Prêmio do Júri" no Festival de Cinema de Sundance e ao "Grande Prêmio Especial" no Festival de Cinema de Deauville. Scott e Tucci ganharam o prêmio New York Film Critics Circle Award e o prêmio Boston Society of Film Critics Award de Melhor Novo Diretor. Tucci e Joseph Tropiano ganharam o Independent Spirit Award de Melhor Primeiro Roteiro.

## Sinopse
Na costa de Nova Jersey na década de 1950, dois irmãos imigrantes italianos de Abruzos possuem e operam um restaurante chamado "Paradise". Um irmão, Primo, é um chef brilhante e perfeccionista que se irrita com as expectativas de seus poucos clientes em relação à comida italiana "americanizada". A oferta de seu tio para que eles voltassem a Roma para ajudar em seu restaurante está crescendo e atraindo Primo. O irmão mais novo, Secondo, é o gerente do restaurante, um homem apaixonado pelas possibilidades apresentadas por seu novo empreendimento e vida na América. Apesar dos esforços de Secondo e da comida magnífica de Primo, seu restaurante está falhando em obter sucesso e reconhecimento.
As lutas de Secondo como empresário o tornam incapaz de se comprometer com sua namorada Phyllis, e ele recentemente dormiu com Gabriella, esposa de um concorrente. O restaurante homônimo de seu marido, "Pascal's", teve sucesso apesar (ou talvez devido) à comida medíocre e pouco inspirada servida lá. Desesperado para manter o Paradise à tona, Secondo pede um empréstimo a Pascal. Pascal recusa, repetindo uma oferta anterior para os irmãos trabalharem para ele, que Secondo recusa: ele e o irmão querem um restaurante próprio. Em um gesto aparentemente generoso, Pascal insiste que vai persuadir o popular cantor ítalo-americano Louis Prima para jantar no Paradise quando estiver na cidade, assumindo que o patrocínio do famoso cantor de jazz irá revitalizar os negócios dos irmãos. Primo e Secondo mergulhar os preparativos para esta "grande noite", gastando todas as suas economias em alimentos, bebidas e decoração, convidando muitas pessoas (incluindo uma repórter de jornal e interesse amoroso de Primo) para se juntar a eles para uma festa magnífica apresentando um Timpano (um complexo prato de massa cozida). Primo coloca seu coração em cada prato, esbanjando cuidado e grande experiência na culinária.
Enquanto esperam pela chegada de Prima e sua comitiva, o jantar se entrega à comida requintada e participa de uma celebração fabulosa. As horas passam, porém, e fica claro que o famoso cantor não vem, embora um repórter que veio cobrir a aparição do cantor prometa pedir ao seu jornal que mande um crítico gastronômico. Phyllis pega Secondo e Gabriella se beijando e corre para a praia. Por insistência de Gabriella, Pascal admite que nunca ligou para Louis Prima, encerrando assim a festa.
Secondo segue Phyllis até a praia, onde eles têm uma discussão final. Primo e Secondo têm uma discussão inflamada e de partir o coração, irritando-se com suas diferenças mútuas. Nas primeiras horas da manhã, Pascal admite a Secondo que armou os irmãos para o fracasso; não como vingança pelo caso de Secondo com Gabriella, mas porque os irmãos não teriam escolha a não ser voltar para a Itália ou trabalhar para Pascal. Secondo o recusa, dizendo que eles nunca trabalharão para ele.
Ao amanhecer, Secondo cozinha silenciosamente uma omelete. Ao terminar, divide em três pratos, dando um para Cristiano, o garçom, e comendo um para ele. Primo entra hesitantemente, e Secondo lhe entrega o último prato. Eles comem sem falar e colocam os braços sobre os ombros uns dos outros.

## Elenco
- Stanley Tucci como Secondo
- Tony Shalhoub como Primo
- Minnie Driver como Phyllis
- Ian Holm como Pascal
- Isabella Rossellini como Gabriella
- Allison Janney como Ann
- Marc Anthony como Cristiano
- Caroline Aaron como mulher no restaurante
- Campbell Scott como Bob
- Susan Floyd como Joan
- Pasquale Cajano como Alberto N. Pisani
- Robert W. Castle como Padre O'Brien
- Andre Belgrader como Stash
- Gene Canfield como Charlie
- Liev Schreiber como Leo

## Recepção
No Rotten Tomatoes, o filme tem uma taxa de aprovação de 96% com base em 56 resenhas, com uma classificação média de 8.1/10. O consenso crítico do site diz: "As apresentações em Big Night são maravilhosas e a comida parece deliciosa." No Metacritic, o filme tem uma pontuação média ponderada de 80 em 100, com base em 23 críticos, indicando "críticas geralmente favoráveis".

## Prêmios e indicações
| Ano  | Prêmio                               | Categoria                       | Trabalho nomeado                | Resultado |
| ---- | ------------------------------------ | ------------------------------- | ------------------------------- | --------- |
| 1996 | Sundance Film Festival               | Grande Prêmio do Júri Dramático | Big Night                       | Indicado  |
| 1996 | Sundance Film Festival               | Prêmio de Roteiro Waldo Salt    | Stanley Tucci & Joseph Tropiano | Venceu    |
| 1996 | Independent Spirit Awards            | Melhor Primeiro Filme           | Big Night                       | Indicado  |
| 1996 | Independent Spirit Awards            | Melhor Roteiro                  | Stanley Tucci & Joseph Tropiano | Venceu    |
| 1996 | Independent Spirit Awards            | Melhor Ator                     | Stanley Tucci                   | Indicado  |
| 1996 | Independent Spirit Awards            | Melhor Ator                     | Tony Shalhoub                   | Indicado  |
| 1996 | National Board of Review             | Reconhecimento Especial         | Big Night                       | Venceu    |
| 1996 | National Society of Film Critics     | Melhor Ator Coadjuvante         | Tony Shalhoub                   | Venceu    |
| 1996 | National Society of Film Critics     | Melhor Roteiro                  | Stanley Tucci & Joseph Tropiano | Indicado  |
| 1996 | New York Film Critics Circle         | Melhor Primeiro Filme           | Big Night                       | Venceu    |
| 1996 | New York Film Critics Circle         | Melhor Ator Coadjuvante         | Tony Shalhoub                   | Indicado  |
| 1996 | Los Angeles Film Critics Association | Melhor Roteiro                  | Stanley Tucci & Joseph Tropiano | Indicado  |